# Łojek bezkształtny

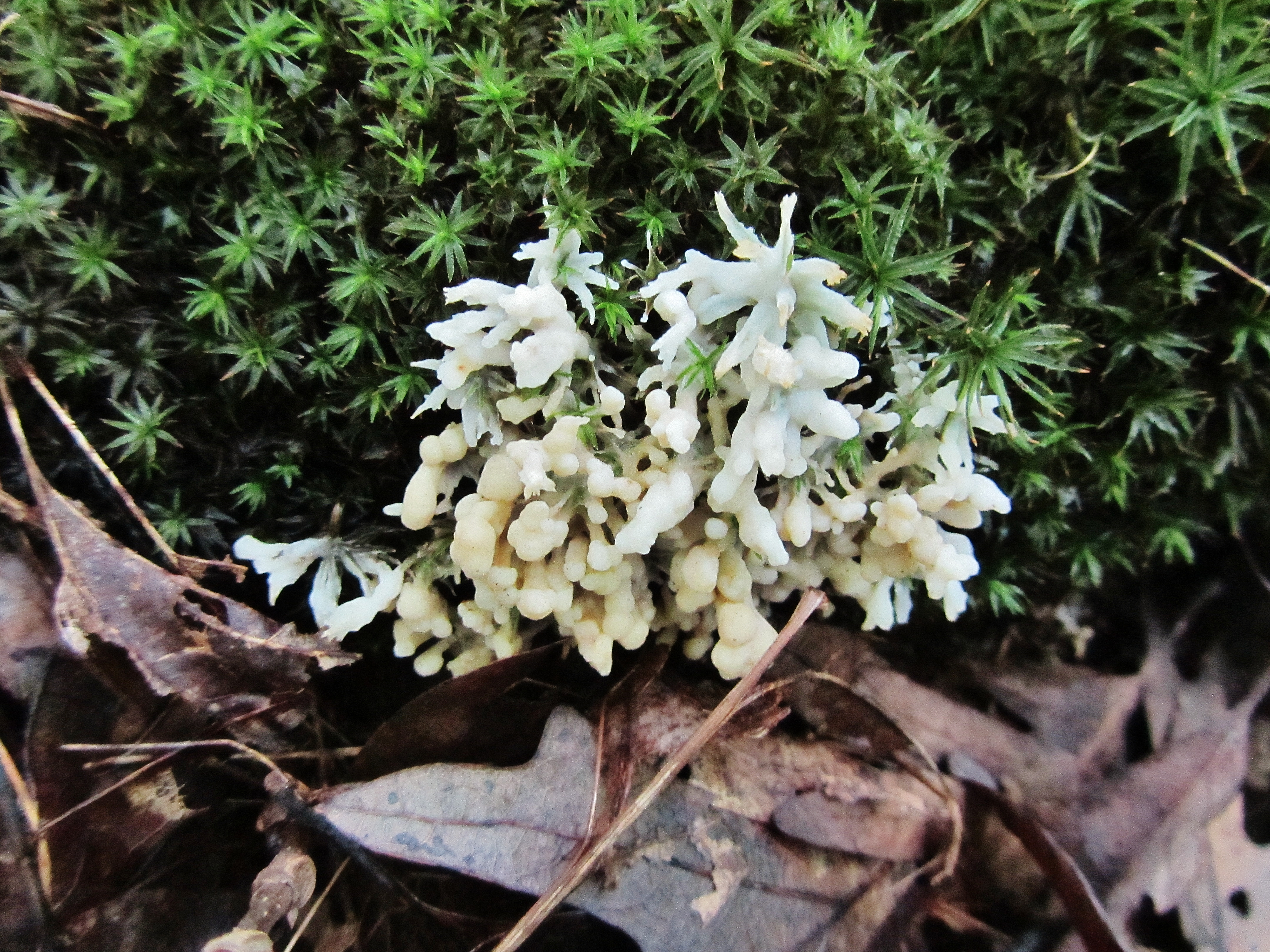
Owocnik na mchach

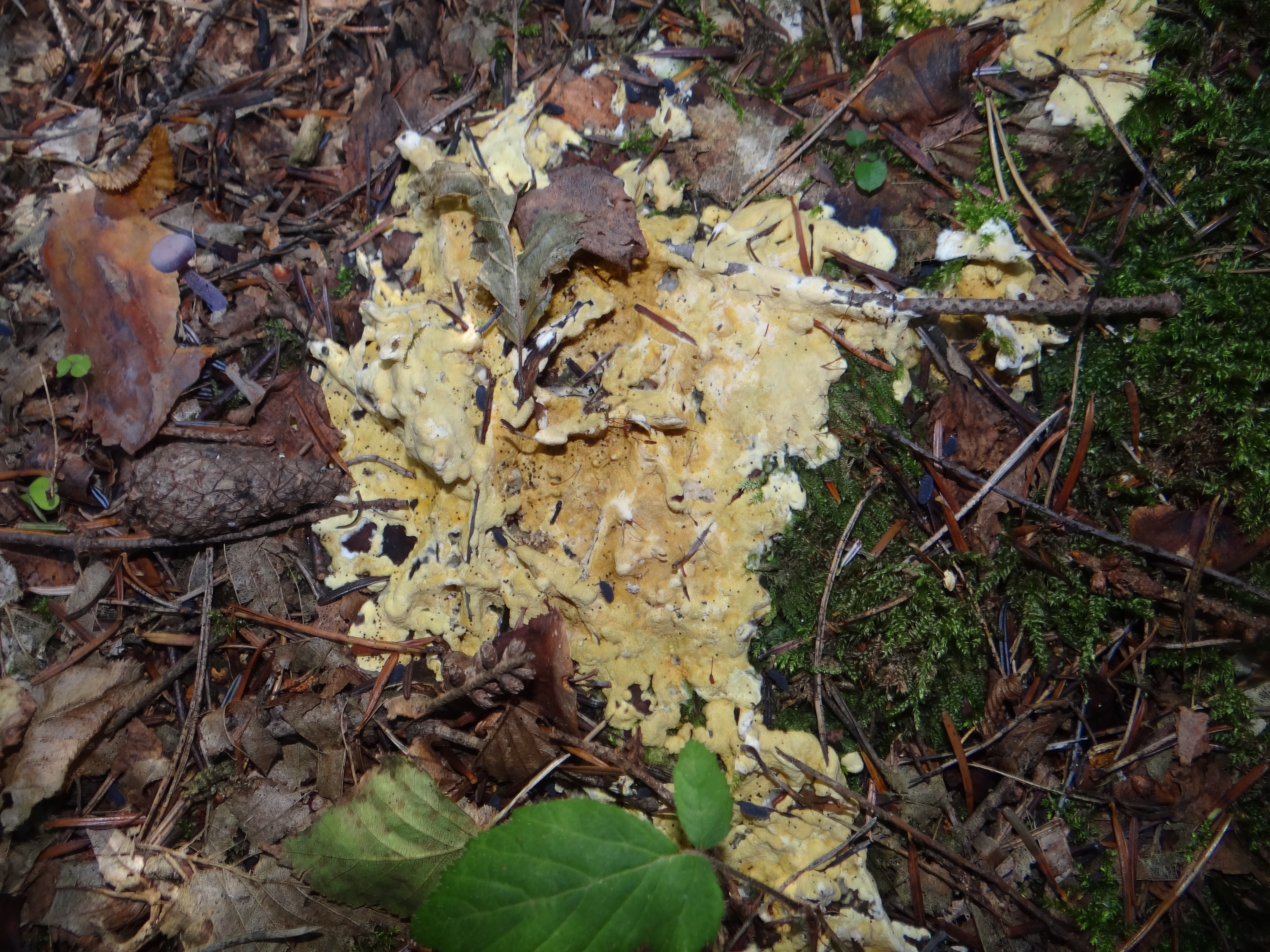
Owocnik na ziemi

Łojek bezkształtny (Sebacina incrustans (Pers.) Tul. & C. Tul.) – gatunek grzybów z rodziny łojówkowatych (Sebacinaceae).

## Systematyka i nazewnictwo
Pozycja w klasyfikacji według Index Fungorum: Sebacinaceae, Sebacinales, Incertae sedis, Agaricomycetes, Agaricomycotina, Basidiomycota, Fungi.
Po raz pierwszy takson ten zdiagnozował w 1796 roku Christian Hendrik Persoon nadając mu nazwę Corticium incrustans. Obecną, uznaną przez Index Fungorum nazwę nadali mu w 1871 roku Louis René Tulasne i Charles Tulasne, przenosząc go do rodzaju Sebacina.
Niektóre synonimy nazwy naukowej:

- Clavaria tuberculosa Pers. 1797
- Corticium cristatum (Pers.) P. Karst. 1882
- Corticium incrustans Pers. 1796
- Corticium sebaceum (Pers.) Massee 1890
- Merisma cristatum Pers. 1797
- Sebacina cristata (Pers.) Lloyd 1925
- Soppittiella cristata (Pers.) Massee 1892
- Soppittiella sebacea (Pers.) Massee 1892
- Thelephora caldariorum (Weinm.) Mussatt 1900
- Thelephora cristata (Pers.) Fr. 1821
- Thelephora incrustans (Pers.) Pers. 1801
- Thelephora sebacea Pers. 1801[2].

Polską nazwę nadał Franciszek Błoński w 1896 r. W polskim piśmiennictwie mykologicznym gatunek ten opisywany był także jako pleśniak grzebieniasty i pleśniak strzępiasty.

## Morfologia
Owocnik
W postaci cienkiej powłoki okrywającej substrat, na którym rośnie. Z tego też względu przyjmuje różne kształty, mniej więcej oddające kształt substratu, na którym rośnie. Młode owocniki są elastyczne, później stają się kruche. Mają woskowy połysk i barwę kremową lub żółtawą.
Cechy mikroskopowe
Zarodniki białe, podłużne do jajowatych, o rozmiarach 15–20 × 12–15 μm. Podstawki o bułeczkowatym kształcie.

## Występowanie i siedlisko
Występuje w Ameryce Północnej, Europie oraz w Japonii. W Polsce nie jest częsty, ale nie jest zagrożony wyginięciem.
Rośnie od lipca do listopada w lasach liściastych i mieszanych na butwiejących szczątkach roślinnych – na gałązkach, liściach i innych szczątkach organicznych, a także na krzewinkach i roślinach zielnych.
Saprotrof. Grzyb niejadalny.

## Gatunki podobne
Podobnie woskowate, skórzaste i ściśle przylegające do podłoża powłoki tworzy woskownik pozrastany (Radulomyces confluens). Jest bardzo pospolity, rośnie jednak wyłącznie na obumarłym drewnie, nigdy na ziemi.